# تشارلي شين
تشارلي شين (بالإنجليزية: Charlie Sheen)‏ ممثل أمريكي من مواليد 3 سبتمبر 1965، حاصل على جائزة الغولدن غلوب 2002 لأفضل ممثل في مسلسل كوميدي عن دوره في مسلسل سبين سيتي. وهو ابن الممثل الأمريكي مارتن شين، ظهر في أفلام مثل فصيلة (1986)، وول ستريت (1987)، الفرسان الثلاثة (1993)، و الوصول (1996). قام ببطولة مسلسل رجلان ونصف في دور تشارلي هاربر وحصل على عدة ترشيحات لجوائز غولدن غلوب وبريم تايم ، في عام 2010 ، كان شين هو الممثل الأعلى أجرًا على شاشة التلفزيون في الولايات المتحدة ، حيث كان يتقاضى 1.8 مليون دولار لكل حلقة من "رجلان ونصف".
تصدرت حياة شين الشخصية عناوين الصحف ، بما في ذلك تقارير عن تعاطي الكحول والمخدرات. في مارس 2011 ، تم إنهاء عقده مع رجلان ونصف من قبل سي بي إس ووارنر براذرز بعد تعليقاته المسيئة عن صانع المسلسل تشاك لوري. في 17 نوفمبر 2015 أعلن شين إصابته بالإيدز وصرح أنه يعاني المرض منذ أكثر من 4 سنوات.

## مواقع خارجية
- تشارلي شين على موقع IMDb (الإنجليزية)
- تشارلي شين على موقع ميتاكريتيك (الإنجليزية)
- تشارلي شين على موقع روتن توميتوز (الإنجليزية)
- تشارلي شين على موقع مونزينجر (الألمانية)
- تشارلي شين على موقع قاعدة بيانات الأفلام العربية
- تشارلي شين على موقع ألو سيني (الفرنسية)
- تشارلي شين على موقع ميوزك برينز (الإنجليزية)
- تشارلي شين على موقع تيرنر كلاسيك موفيز (الإنجليزية)
- تشارلي شين على موقع أول موفي (الإنجليزية)
- تشارلي شين على موقع بوكس أوفيس موجو (الإنجليزية)